# Simosthenurus
Genre
Espèces de rang inférieur
- † Simosthenurus maddocki
- † Simosthenurus occidentalis
- † Simosthenurus antiquus
- † Simosthenurus baileyi
- † Simosthenurus brachyselenis
- † Simosthenurus eurykaphus
- † Simosthenurus pales
- † Simosthenurus tirarensis
- † Simosthenurus orientalis

Simosthenurus est un genre éteint de diprotodontes, marsupiaux australiens qui sont apparus il y a 3,6 millions d'années pour disparaître il y a environ 12 000 ans.

## Description

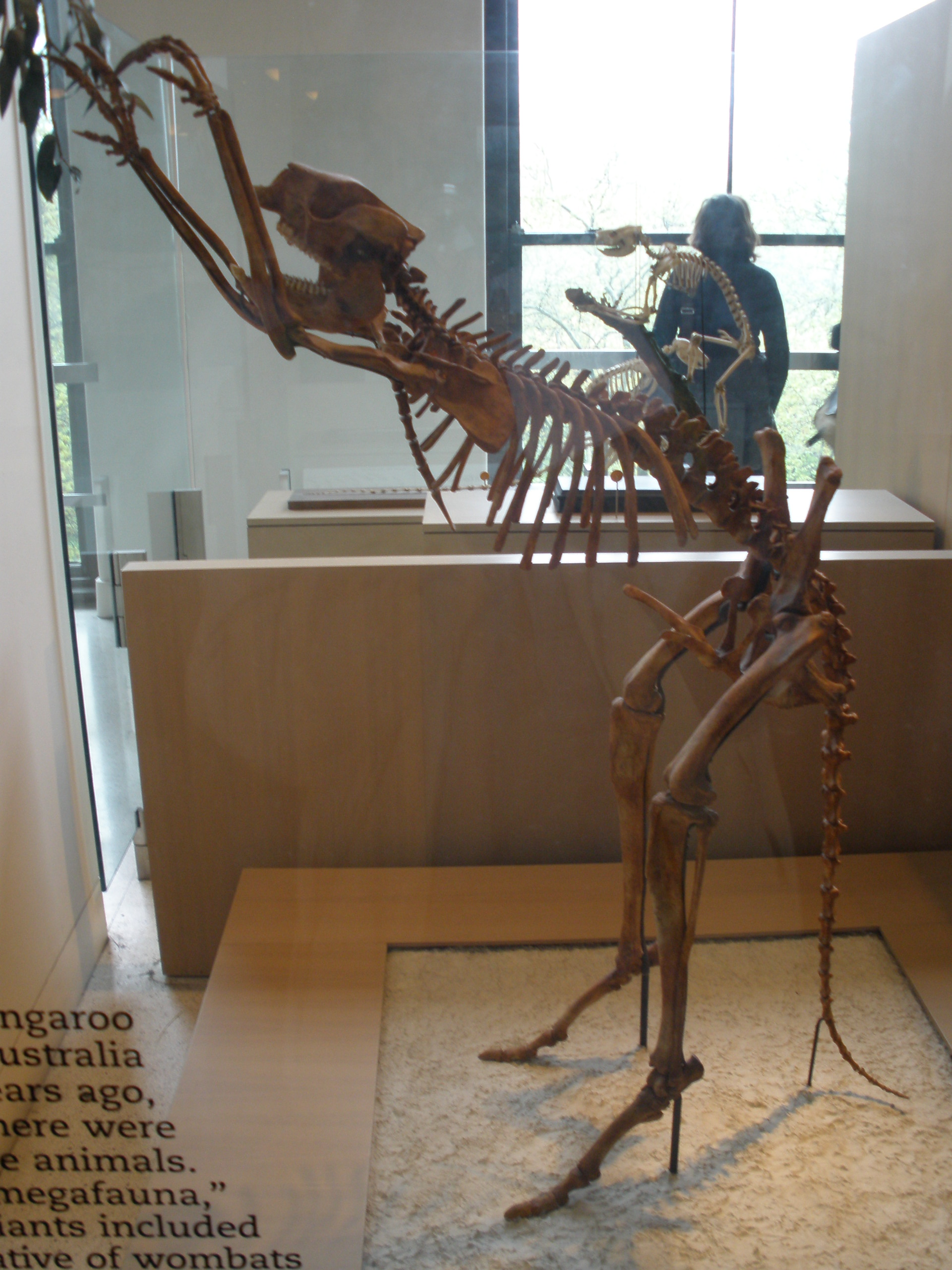
Squelette de Simosthenurus occidentalis.

Les Simosthenurus étaient des kangourous herbivores de la taille des kangourous roux actuels mais plus trapus et avec un seul orteil aux pattes arrière. Ce proche cousin de Procoptodon goliah mesurait 3 mètres de longueur et 2 mètres de hauteur pour un poids de 200 kg ce qui fait de lui le troisième plus grand kangourou de tous les temps[réf. nécessaire].

## Occurrence
Il a été trouvé dans le site fossile des grottes de Naracoorte au sud-ouest de l'Australie-Méridionale qui est classé au patrimoine mondial de l'humanité. 